# 踩瓦片

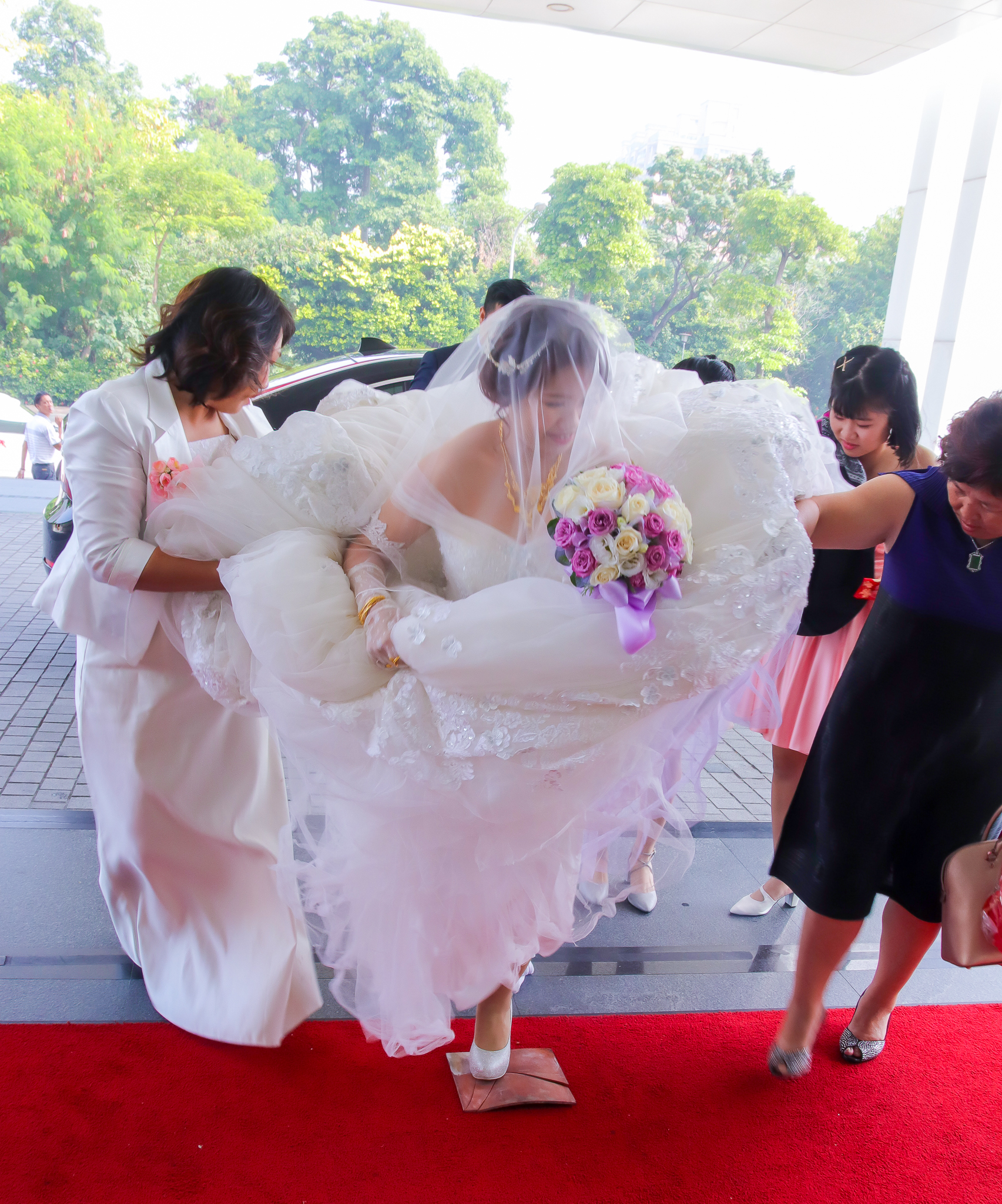

踩瓦片，又稱踩瓦、踏瓦、踏瓦片、破瓦，是閩南有部份地區的婚俗。閩南習俗，結婚當日，男家需先在大門口地上，放置一塊瓦片，再將火爐在門內，新娘要進入男家大門前，則須先踩碎一塊瓦片，接著再跨過有炭火的火爐，象徵對新娘與男家不好的，藉由這瓦破除，所以則要破在外頭，然而將不好破了，進門則是新的開始，所以跨火爐有新娘則帶進好運，並來旺盛男家。

## 起源
一說此俗來自民间传说桃花女鬥周公的故事：周公为杀害新娘桃花女设下的七煞之六为入门煞，桃花女则以下轿后，踩瓦片的方式驱走此煞星，成功化解入门煞，破解七煞之六。
此俗另一說为化解新娘破月出生之忌讳。中国民间信仰认为女子如于破月出生命就「硬」，再加上于特定时辰出生，就更不吉利，轻则败光家产、重则克公婆或丈夫、子女，称之「铁扫帚、剪刀柄、破骨」，所以有「身带破骨衰家门」之说。化解之道为新娘亲自踩碎瓦片。
還有一說为化解住宅风水里的“房煞”。具体做法是新郎家于大厅，大厅外放一枚瓦片，內放大厅用一的火盆，让新娘踩碎瓦片後跨火盆好入门。

## 意義
踩瓦片婚俗于民间又被赋予了象征早生贵子、传宗接代的意义，肇因瓦在周朝以前还指纺车上的零件，而古时从事织布业者多为女子，中国民间因之以“弄瓦之喜”指生女。所以让新娘以踩碎瓦片来祈求生男孩以传宗接代、壮大家族。
婚禮習俗，踩瓦過火爐，有了祝福新娘的用意為重，也除去對新娘不好的穢氣，使婚姻幸福圓滿。